# Paranerita fenestrata
Paranerita fenestrata är en fjärilsart som beskrevs av Rothschild 1910. Paranerita fenestrata ingår i släktet Paranerita och familjen björnspinnare. Inga underarter finns listade i Catalogue of Life.